# Rhode testudinea
Rhode testudinea är en spindelart som beskrevs av Carlo Pesarini 1984. Rhode testudinea ingår i släktet Rhode och familjen ringögonspindlar.
Artens utbredningsområde är Italien. Inga underarter finns listade i Catalogue of Life.